# 94 Ceti
94 Ceti è una stella binaria posta a circa 73 anni-luce dalla Terra, nella costellazione della Balena.
Si tratta di una stella doppia: la primaria, A, è una stella bianco gialla di piccole dimensioni, ma appena più grande e più calda del Sole, mentre la secondaria, B, è una nana rossa. Le due stelle avrebbero una separazione di 151 UA.

## Pianeti
Nel 2000, venne scoperto un pianeta orbitante attorno alla stella, e fu catalogato come 94 Ceti b. La sua massa è 1,7 volte quella di Giove.
| Pianeta | Tipo            | Massa    | Raggio | Periodo orb. | Sem. maggiore | Eccentricità | Scoperta |
| ------- | --------------- | -------- | ------ | ------------ | ------------- | ------------ | -------- |
| b       | Gigante gassoso | >1,68 MJ | -      | 535,7        | 1,42 UA       | 0,30         | 2000     |